# Margaret Olivia Slocum Sage
Margaret Olivia Slocum Sage, connue sous le nom d'Olivia Sage, née le 8 septembre 1828 à Syracuse (New York) et morte le 4 novembre 1918 à New York, est une philanthrope américaine connue pour ses contributions à l'éducation et aux causes progressistes.

## Biographie
Née à Syracuse, dans l'État de New York, le 8 septembre 1828, Olivia Slocum étudie au Troy Female Seminary et obtient son diplôme en 1847 dans cet établissement. Après avoir obtenu son diplôme, elle travaille de temps en temps comme enseignante.
En 1869 elle épouse Russell Sage.
Elle joue un rôle important dans la gestion de la fortune de son mari, et, après sa mort, consacre des sommes considérables à la philanthropie. Elle devient l'une des premières bienfaitrices de la cause des femmes. 
Margaret Olivia Slocum Sage meurt le 4 novembre 1918 à New York.